# Luís Sacoto
Luís Sacoto, também grafado como Caçoto, foi um nobre português. Cavaleiro da Casa Real, exerceu o cargo de Governador da Fortaleza de Santa Cruz do Cabo de Gué.

## Biografia
A sua ascendência não é conhecida.
Antes de ser nomeado como Governador da praça-forte, foi seu contador, conforme carta de nomeação datada de 28 de janeiro de 1518.

## Governador de Santa Cruz
Em 1529, com a morte de António Leitão de Gambôa, assassinado, depois de "grande rebolisso" os habitantes elegeram-no capitão da fortaleza. Anos antes, acredita-se que já tivesse substituído o mesmo capitão, provavelmente durante uma ausência deste.
Desta vez a sua capitania durou, no máximo, cinco meses. De acordo com o anónimo da Crónica de Santa Cruz, Luís Sacoto "(…) fez algumas couzas boas" durante o seu governo, marcado, entretanto, por uma "desventura":
Sacoto havia enviado uma tropa de sessenta homens, capitaneados por Francisco Romeiro, com a missão de tomar "hum lugar que se chamava Dautenete" (Ida ou Tanan). Mas os mouros do alcaide Ambre Mansour, aperceberam-se da partida desses homens, e quando retornaram, já se tinham ajuntado muitos (mais de 1500, mas cada vez vinham mais). O capitão acudiu quando soube do sucedido, e mandou dois "barcos com berços [pequenos canhões] á ponta d'Anza a favorece-los e tirarem aos Mouros qua andavão na varzea" mas os portugueses quando viram os barcos, "começarão-sse a desmanchar e iren-sse pella serra abaixo, parece que com intenção de se lançarem ao mar aos barcos".
Foi a perdição deles, "o Capitão [Francisco Romeiro] andava dando pancadas nelles, que estivessem quedos aly, que como fossem abaixo erão logo perdidos e entrados dos Mouros de cavallo, mas não nos pode ter." Foram assim mortos cinquenta e um portugueses porque os mouros não quiseram deixar a vida a ninguém. O capitão Francisco Romeiro escapou à morte porque o seu cunhado, irmão da sua mulher, fazia parte dos mouros, e escondeu-o. Poucos mais conseguiram escapar.
Para se vingar, Sacoto "mandou recado ás Canárias ao Adiantado (Don Pedro de Lugo), que viesse com mil homens, que farião grande preza".
Os canários vieram, mas enganaram-se, não atacando os mouros de Ambre Mansour, mas outros, tendo feito grande preza, matado muitos mouros "e fizerão aly huma grande e terribel crueldade", matando as crianças e outras coisas mais.

## Detenção
Quando o rei soube da morte de tantos cristãos, mandou Simão Gonçalves da Costa por capitão, que desembarcou em 7 de agosto de 1529. Encontrou a fortaleza repleta de dissensões, enquanto quatrocentas lanças do Xarife estavam estabelecidas ao redor da vila. Luís Sacoto tinha saído, e parece que estava a vencer o alcaide Ambre Mansour, mas sabendo da notícia, deixou os mouros e voltou para Santa Cruz "muito sentido e anoiado".
O novo governador mandou logo "lançar ferros nos peis a Luis Caçoto, e prende-o em sua caza, e mandou-lhe se embarcasse n'aquella caravela em que elle viera, porque assy lho mandara el-Rey".